# Diversidad sexual en Ciudad del Vaticano
La homosexualidad en la Ciudad del Vaticano es legal desde su fundación en 1929, al adoptar el Código Penal italiano. Desde 1929 la Ciudad del Vaticano adoptaba automáticamente la mayor parte de la legislación italiana, pero en 2008 anunció que ya no aceptaría automáticamente las leyes italianas como propias debido a que éstas se confrontaban cada vez con más frecuencia con los principios ideológicos de la Iglesia católica.

## Aspectos legales
Desde 2013 la edad de consentimiento es de 18 años, excepto para las relaciones sexuales dentro del matrimonio entre personas de distinto sexo, que es de 14 años.

## Identidad de género
La posición de la Iglesia católica en torno a la transexualidad es que Dios creó al hombre y a la mujer. Por tanto no es posible oponerse a la voluntad de Dios y es necesario aceptar la identidad sexual de nacimiento, considerando todas las identidades transgénero como enfermedades mentales.